# Herrngiersdorf
Herrngiersdorf er en kommune i Landkreis Kelheim i Regierungsbezirk Niederbayern i den tyske delstat Bayern. Den er en del af Verwaltungsgemeinschaft Langquaid.

## Geografi
Herrngiersdorf ligger i Region Regensburg sydøst for Langquaid.
I kommunen er der ud over Herrngiersdorf, landsbyerne Sandsbach, Semerskirchen og Sittelsdorf, der alle er tidligere selvstændig kommuner, men blev sammenlagt med Herrngiersdorf mellem 1972 og 1978.

## Historie
Slottet Herrngiersdorf og dets bryggeri nævnes allerede i 1131. Området var en del af Kurfyrstedømmet Bayern.